# Scott Wright
Scott Wright (* 8. August 1997 in Balmedie) ist ein schottischer Fußballspieler, der bei Birmingham City spielt.

## Karriere

### Verein
Scott Wright wurde im Jahr 1997 in Balmedie ca. 30 km südwestlich von Aberdeen geboren. Er begann seine Karriere im Alter von 11 Jahren in der Jugend des FC Aberdeen. Wright debütierte für die Profimannschaft der Dons im Juli 2014 in der 1. Qualifikationsrunde der UEFA Europa League 2014/15 gegen den FK Daugava Riga. Beim 5:0-Heimsieg im Pittodrie Stadium wurde Wright in der 78. Spielminute für Barry Robson eingewechselt. Im Rückspiel in Lettland wurde er ebenfalls eingewechselt. In den beiden folgenden Runden gegen den FC Groningen und Real Sociedad San Sebastián kam er nicht zum Einsatz. Sein erstes Ligaspiel absolvierte Wright am letzten Spieltag der Saison 2014/15 gegen den FC St. Johnstone, als er für Mark Reynolds eingewechselt wurde. In der Spielzeit 2015/16 kam Wright dreimal zum Einsatz.

### Nationalmannschaft
Scott Wright spielte im Jahr 2014 achtmal in der schottischen U-17 und schoss dabei zwei Tore. Seit 2015 spielt Wright in der U-19.

## Erfolge
- Schottischer Meister: 2021
- Schottischer Pokalsieger: 2022